# Brachymenium ochianum
Brachymenium ochianum là một loài rêu trong họ Bryaceae. Loài này được Gangulee mô tả khoa học đầu tiên năm 1974.